# Febe (nome)
Febe  è un nome proprio di persona italiano femminile.

## Varianti
- Femminili: Febea[1][3]
- Maschili: Febo[1][3]

### Varianti in altre lingue
- Asturiano: Febe
- Catalano: Febe[4]
- Francese: Phœbé
- Greco antico: Φοίβη (Phoíbē)[2][5]
  - Maschili: Φοῖβος (Phoîbos)[6]
- biblico: Φοίβη (Phoíbē)[2]
- Inglese: Phoebe[2][5][7], Phebe[2][7], Pheobe[2]
  - Maschili: Phoebus[7][8]
- Lituano: Febė
- Latino: Phoebe[2][5]
  - Maschili: Phoebus[6]
- Olandese: Febe[2]
- Polacco: Febe
- Portoghese: Febe[2]
- Spagnolo: Febe[2][4]
  - Maschili: Febo[4]
- Tedesco: Phöbe
- Yiddish
  - Maschili: פֿייװיש (Faivish)[9], פֿייװוּש (Feivush)[9]
  - Ipocoristici maschili: פֿייװל (Feivel, Fayvel)[9]

## Origine e diffusione
Deriva dal greco antico Φοίβη (Phoíbē, al maschile Φοῖβος, Phoîbos), latinizzato in Phoebe; è tratto dall'aggettivo φοῖβος (phoîbos), un termine dall'origine ignota che significa "chiaro", "puro", "luminoso", "raggiante". Nella mitologia greca questo nome è portato da numerose figure, fra cui la titanide Febe (da cui prende il nome Febe, un satellite di Saturno); Phoebe e Phoebos erano anche epiteti di Artemide e Apollo in quanto divinità della Luna e del Sole. È anche un nome biblico, portato da una diaconessa di Cencrea, Febe, citata da Paolo nella sua lettera ai Romani (16:1). 
In italiano moderno il nome è raro; negli anni 1970 erano censite 150 occorrenze della forma "Febea" e 450 del maschile "Febo", sparse tra Nord e Centro Italia e un po' più frequenti in Toscana. Il maschile, nelle forme פֿייװיש (Faivish) e פֿייװוּש (Feivush), è occasionalmente usato nelle comunità yiddish come "traduzione" del nome Sansone.
Nei paesi anglofoni il nome, nella forma Phoebe cominciò ad essere usato nel XVI secolo, dopo la Riforma protestante, seguito dal maschile Phoebus nel secolo successivo. Fu piuttosto comune nel corso dell'Ottocento, e in particolare negli anni 1880 fu tra i nomi più popolari per le neonate statunitensi; la sua diffusione tornò a crescere ancora partendo dagli anni 1980, probabilmente anche grazie al successo delle serie televisive Friends (1994-2004) e Streghe (1998-2006), dove appaiono i personaggi Phoebe Buffay e Phoebe Halliwell; negli Stati Uniti ha raggiunto un nuovo picco di popolarità negli anni 2010, mentre al 2024 è più popolare in Australia, Nuova Zelanda e Regno Unito.

## Onomastico
L'onomastico si festeggia il 3 settembre in memoria di santa Febe, diaconessa di Corinto.

## Persone
- Febe, discepola di san Paolo

### Variante Phoebe

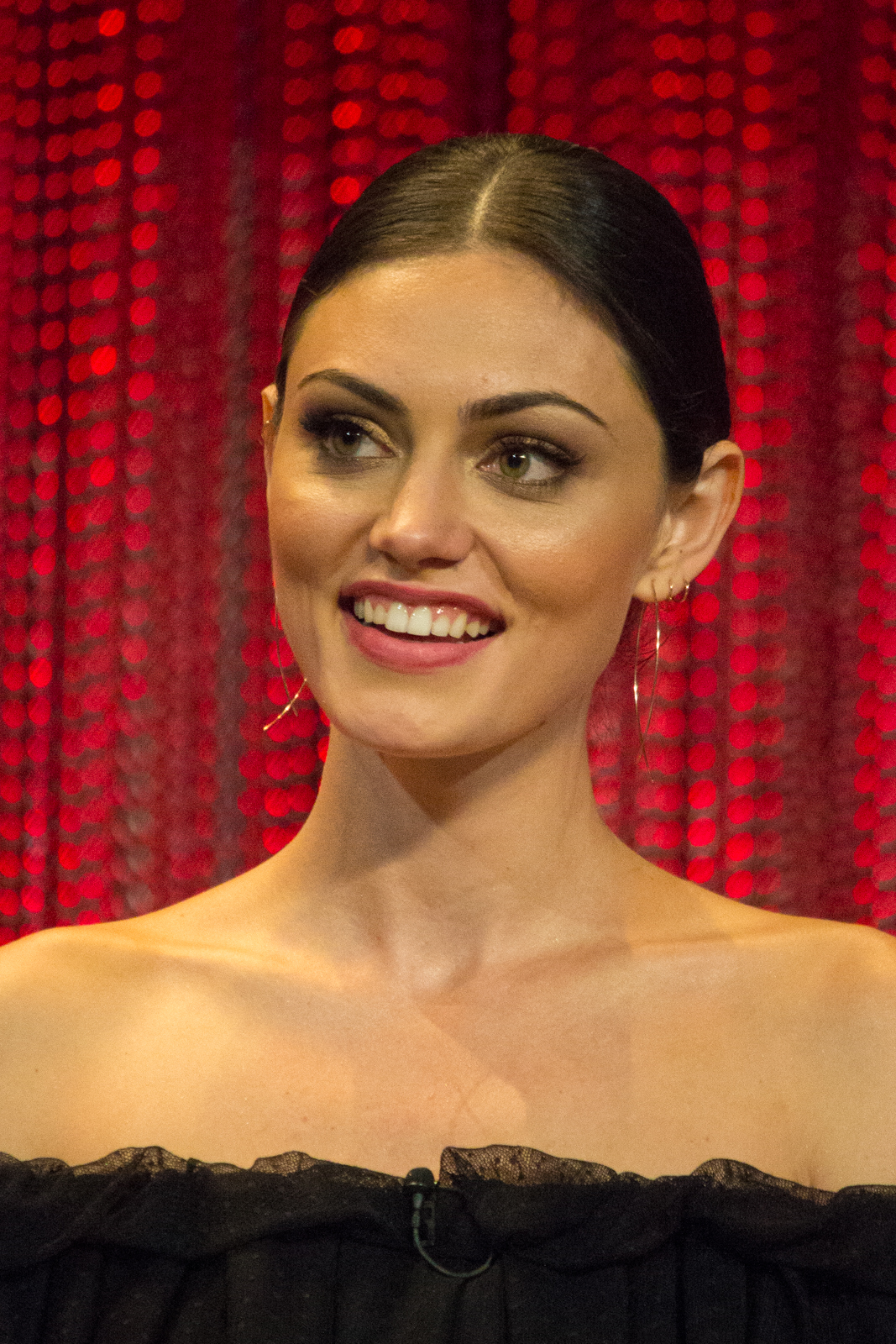
Phoebe Tonkin

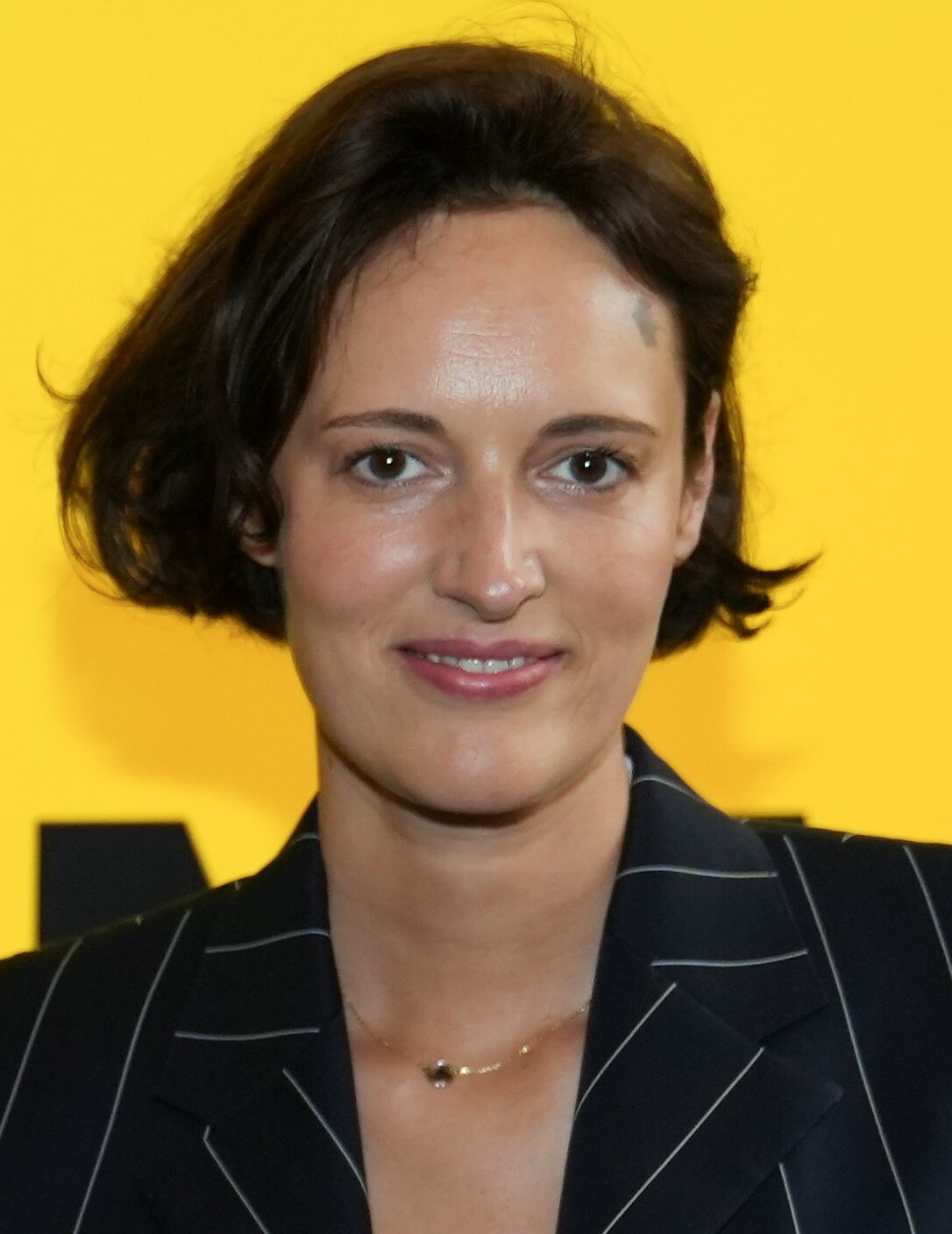
Phoebe Waller-Bridge

- Phoebe Bridgers, cantautrice e chitarrista statunitense
- Phoebe Cary, scrittrice statunitense
- Phoebe Cates, attrice statunitense
- Phoebe Dynevor, attrice britannica
- Phoebe Fox, attrice britannica
- Phoebe Hearst, madre di William Randolph Hearst
- Phoebe Holcroft Watson, tennista britannica
- Phoebe Philo, stilista inglese
- Phoebe Robinson, comica, attrice e scrittrice statunitense
- Phoebe Snow, cantautrice e chitarrista statunitense
- Phoebe Tonkin, attrice australiana
- Phoebe Waller-Bridge, attrice, sceneggiatrice e drammaturga britannica

### Variante maschile Febo

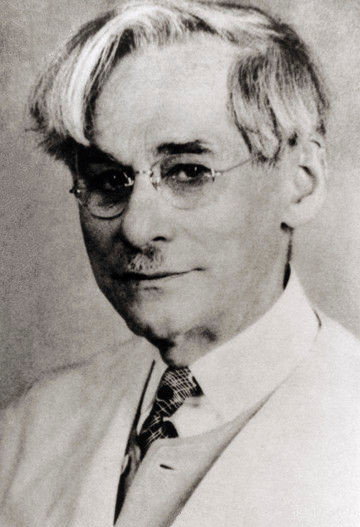
Phoebus Levene

- Febo Arcangeli, patriota e militare italiano
- Febo Borromeo d'Adda, politico italiano
- Febo Bottini, architetto italiano
- Febo Conti, conduttore radiofonico e conduttore televisivo italiano
- Febo Gonzaga, mercenario, condottiero e nobile italiano
- Febo Guizzi, etnomusicologo e antropologo italiano
- Febo Mari, attore, sceneggiatore e regista italiano

### Variante maschile Phoebus
- Phoebus Levene, biochimico lituano

## Il nome nelle arti
- Phoebe è un personaggio della commedia di William Shakespeare Come vi piace.
- Phoebe è un personaggio del romanzo di Nathaniel Hawthorne La casa dei sette abbaini.
- Phoebe Buffay è una delle protagoniste femminili della serie televisiva Friends.
- Phoebe Caulfield è un personaggio del romanzi di J.D. Salinger Il giovane Holden.
- Phoebe Cuckoo è un personaggio dei fumetti Marvel.
- Phoebus de Chateaupers è un personaggio del romanzo di Victor Hugo Notre-Dame de Paris, e delle opere da esso derivate.
- Phoebe Forrester è un personaggio della soap opera Beautiful.
- Phoebe Halliwell è una delle protagoniste della serie televisiva Streghe.
- Phoebe Lichten è un personaggio del film del 2008 Phoebe in Wonderland, diretto da Daniel Barnz.
- Phoebe Zeit-Geist è la protagonista della serie a fumetti degli anni sessanta The Adventures of Phoebe Zeit-Geist.
- Phoebe è il vero nome della Principessa Fiamma, uno dei personaggi della serie animata Adventure Time.
- Phoebe è un personaggio dei romanzi delle serie Percy Jackson e gli dei dell'Olimpo e Eroi dell'Olimpo. entrambe scritte da Rick Riordan.
- Phoebe è il nome scelto per la seconda figlia di Anastasia e Christian Grey nel romanzo Cinquanta sfumature di rosso, scritto da E.L. James.
- Phoebe Thunderman è una dei protagonisti della serie televisiva I Thunderman.